# Wahlenbergia capillifolia
Wahlenbergia capillifolia är en klockväxtart som beskrevs av Ernst Meyer och Wilhelm Georg Baptist Alexander von Brehmer. Wahlenbergia capillifolia ingår i släktet Wahlenbergia och familjen klockväxter. Inga underarter finns listade i Catalogue of Life.